# Marion Boyars
Marion Ursula Boyars (geboren als Marion Ursula Asmus 26. Oktober 1927 in Hamburg; gestorben 1. Februar 1999 in London) war eine deutsch-britische Verlegerin.

## Leben
Marion Asmus war eine von zwei Töchtern des Verlegers Johannes Asmus und der Lehrerin Hertha Feiner. Die Ehe der Eltern wurde nach der Machtübergabe an die Nationalsozialisten 1933 geschieden. Hertha Feiner wurde im Juli 1933 aus rassistischen Gründen aus dem Schuldienst der Hamburger Meerweinschule entlassen, sie zog 1935 mit den Kindern nach Berlin und arbeitete als Hilfslehrerin an einer jüdischen Schule und später in der Jüdischen Gemeinde. Die Töchter wurden Anfang 1939 vom Vater auf ein Internat am Genfer See in die Schweiz geschickt und sahen die Mutter nicht wieder, die am 12. März 1943 bei ihrer Deportation in das KZ Auschwitz Suizid verübte. An sie erinnert in Hamburg seit 1992 der Hertha-Feiner-Asmus-Stieg und seit 1996 das Denk-Mal Güterwagen.
Marion Asmus studierte in England Politologie, Philosophie und Wirtschaftswissenschaften und machte einen Abschluss an der Keele University, die Schwester Inge Flehmig (1925–2018) wurde später Kinderärztin in Hamburg. Asmus heiratete den US-amerikanischen Unternehmer George Lobbenberg (geboren 1922 in Köln), sie hatten zwei Kinder, die Ehe wurde geschieden, Asmus heiratete Mitte der 1960er Jahre in zweiter Ehe den Schriftsteller Arthur Boyars (1925–2017).
Marion Boyars erwarb in England eine Beteiligung an dem Verlag von John Calder, der Verlag firmierte dann als „Calder & Boyars“ und machte sich einen Namen mit Autoren wie Samuel Beckett, William S. Burroughs, Marguerite Duras, Jean Genet, Alain Robbe-Grillet, Eugène Ionesco,  Ken Kesey, Henry Miller, Pirandello, Claude Simon. Die Verlegerpartnerschaft wurde 1975 aufgelöst, und Boyars gründete den eigenen Verlag „Marion Boyars Publishers“, in dem Ehemann Arthur Boyars auf das musikalische Programmsegment mit John Cage, Charles Ives, Karl-Heinz Stockhausen und Igor Strawinsky Einfluss nahm und experimentelle Literatur wie die von Julio Cortázar, Latife Tekin, Wassili Schukschin und Witold Gombrowicz förderte.
Marion Boyars, die ausschließlich Bücher eigener Wahl verlegte, brachte in den Bereichen fiction und non-fiction circa 400 Titel heraus, darunter  Werke der Nobelpreisträger Heinrich Böll, Elias Canetti, Eugenio Montale, Kenzaburo Oe und Autoren wie Georges Bataille, Ingmar Bergman, Julio Cortázar, Julien Green, Ivan Illich, Pauline Kael, Michael Ondaatje, Henri-Pierre Roché, es erschienen Übersetzungen aus mehr als 20 Sprachen.
Nach ihrem Tod wurde der Verlag bis 2009 von ihrer Tochter Catheryn Kilgarriff weitergeführt.